# Hamburger Sport-Verein
Hamburger Sport-Verein e. V., mais conhecido como Hamburger SV ou ainda em países lusófonos como Hamburgo, é um clube de futebol profissional alemão da cidade de Hamburgo. Fundado em 29 de setembro de 1887, manda seus jogos no Volksparkstadion com capacidade para cerca de 57.000 pessoas. 
Atualmente disputa a Bundesliga, a primeira divisão do sistema de ligas da Alemanha. 
O Hamburgo é um dos três clubes alemães campeões da Liga dos Campeões da UEFA, tendo participado de duas finais e com mais uma semifinal em seu cartel, sendo o quinto maior vencedor do Campeonato Alemão, com seis títulos de campeão, três na Era Bundesliga, ostentando também uma conquista da Recopa Europeia, três da Copa da Alemanha e duas da Copa da Liga, como títulos mais importantes.
Por ser um clube muito antigo, fundado ainda no Século XIX, o Hamburgo tem o apelido de  Der Dino (O Dinossauro).
Foi o único clube que disputou todas as edições da Bundesliga, até 12 de maio de 2018, quando foi rebaixado para a 2. Bundesliga.
Disputa com o Werder Bremen o Nordderby (Clássico do Norte), tendo sido apontado em pesquisa de 2017 como a terceira maior torcida da Alemanha, com 5% dos torcedores alemães.

## História

### Primeiros anos
O Hamburgo foi fundado em 29 de setembro de 1887, com a fusão de Hohenfelder Sportclub e Wandsbek-Marienthaler Sportclub que formam o Sportclub Germania zu Hamburg. Um jogador da Germania, Hans Nobiling emigrou para o Brasil onde fundou em 1899 o SC Germânia, atual EC Pinheiros, campeão paulista de 1906 e 1915. Com o passar do tempo foi formado o Hamburger Sport-Verein em 1919 através da união de três times da cidade após a primeira guerra mundial, eram eles Sportclub Germania, Hamburger FC de 1888 e FC Falke Eppendorf de 1906.
As cores do clube foram usados o vermelho hanseático e o branco em honra a cidade de Hamburgo, o azul e o preto provinham do time mais velho que participou da fusão, o Germania.

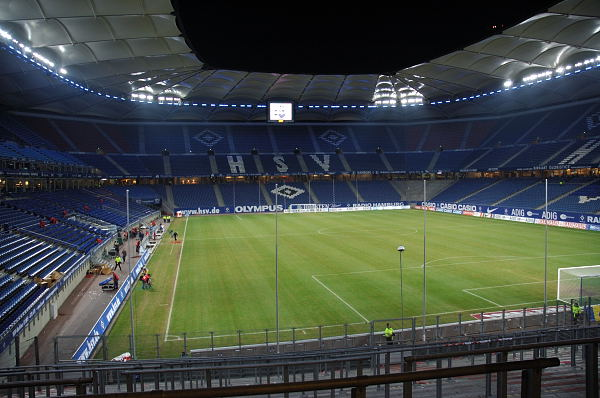
Volksparkstadion, estádio do Hamburgo

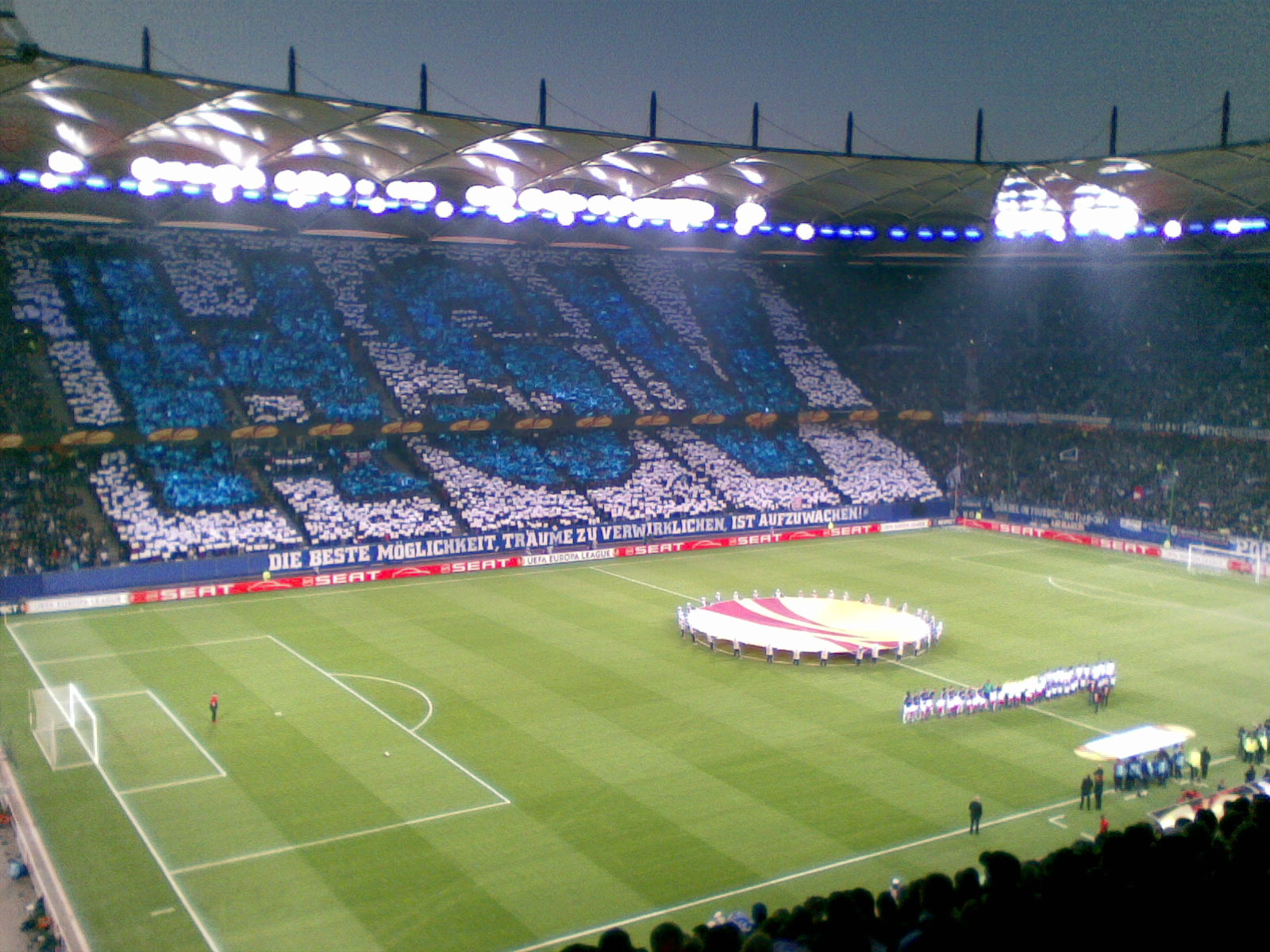
Mosaico da torcida em 2010.

A primeira conquista acontece em 1921, o título de uma das diversas ligas regionais existentes pelo país, no caso do Norte, após vitória por 8 a 0 sobre o Holstein Kiel. O HSV rapidamente se tornou competitivo e em 1922 participou da final do campeonato alemão contra o Nürnberg, que buscava o terceiro título consecutivo. O jogo terminou empatado em 2 a 2, o jogo de desempate estava 1 a 1, e na época não era permitido substituição, o Nürnberg tinha apenas 7 jogadores, 2 expulsos e 2 machucados, então o árbitro pelas regras não pode continuar. Após o feito a DFB deu o título ao Hamburgo, mas em nome do espírito esportivo esta retirou o título do Hamburgo.
O primeiro sucesso imaculado do time, ocorreu em 1923, quando venceu o campeonato nacional contra o Union Oberschöneweide por 3 a 0. Porém eles falharam em defender o título em 1924 contra o Nürnberg 2 a 0 para o rival, mas voltaram a vencer o nacional em 1928 contra o Viktoria.
Durante o terceiro Reich, o HSV teve um grande sucesso regional, primeiro na Gauliga Nordmark, sendo campeão em 1937, 1938, 1939, 1941 e 1945, entretanto a nível nacional o clube sempre falhava, sendo que o seu maior rival nesta época de Gauliga foi o Eimsbütteler TV.
Após a guerra, a equipe jogou a Stadtliga Hamburg onde foi campeão em 1946, tendo sido também campeão do campeonato da Zona de Ocupação Britânica em 1947 e 1948, onde apenas estas duas temporadas foram jogadas.
Jogando a Oberliga Nord em 16 temporadas de 1947-48 até 1962-63 a equipe conquistou 15 títulos, apenas tendo um 11º lugar na péssima temporada de 1953-54, a equipe acabou se firmando no cenário regional. Durante este período ficaram mais de 100 gols nas temporadas de 1951, 1955, 1961 e 1962.
Em 1956, perdeu a Copa da Alemanha para o Karlsruhe por 3 a 1, em 1957 foi superado pelo Borussia Dortmund na decisão do Campeonato Alemão por 4 a 1, no ano seguinte, outra vez na disputa do Nacional, não alcançou a vitória, desta vez batido pelo Schalke 04, por 3 a 0, e os títulos nacionais estavam difíceis de vir.
Seu último campeonato havia sido em 1928, e a equipe seguiu um período de secas até 1960, quando finalmente o glorioso Hamburgo conquistava seu terceiro título nacional, com sete jogadores formados nas categorias de base do clube, como Uwe Seeler, o principal deles, venceu o Colônia por 3 a 2. Nesta mesma temporada, o time fez sua primeira participação na Liga dos Campeões, iniciou-a vencendo o Young Boys Bern da suiça por 5 a 0, e acabou chegando até as semi final, onde foi pelo Barcelona, que foi vice campeão.
Em 1963, o time conquistou a sua primeira Copa da Alemanha, ao derrotar o Borussia Dortmund por 3 a 0, com todos os gols marcados por Seeler.

### Início da Bundesliga

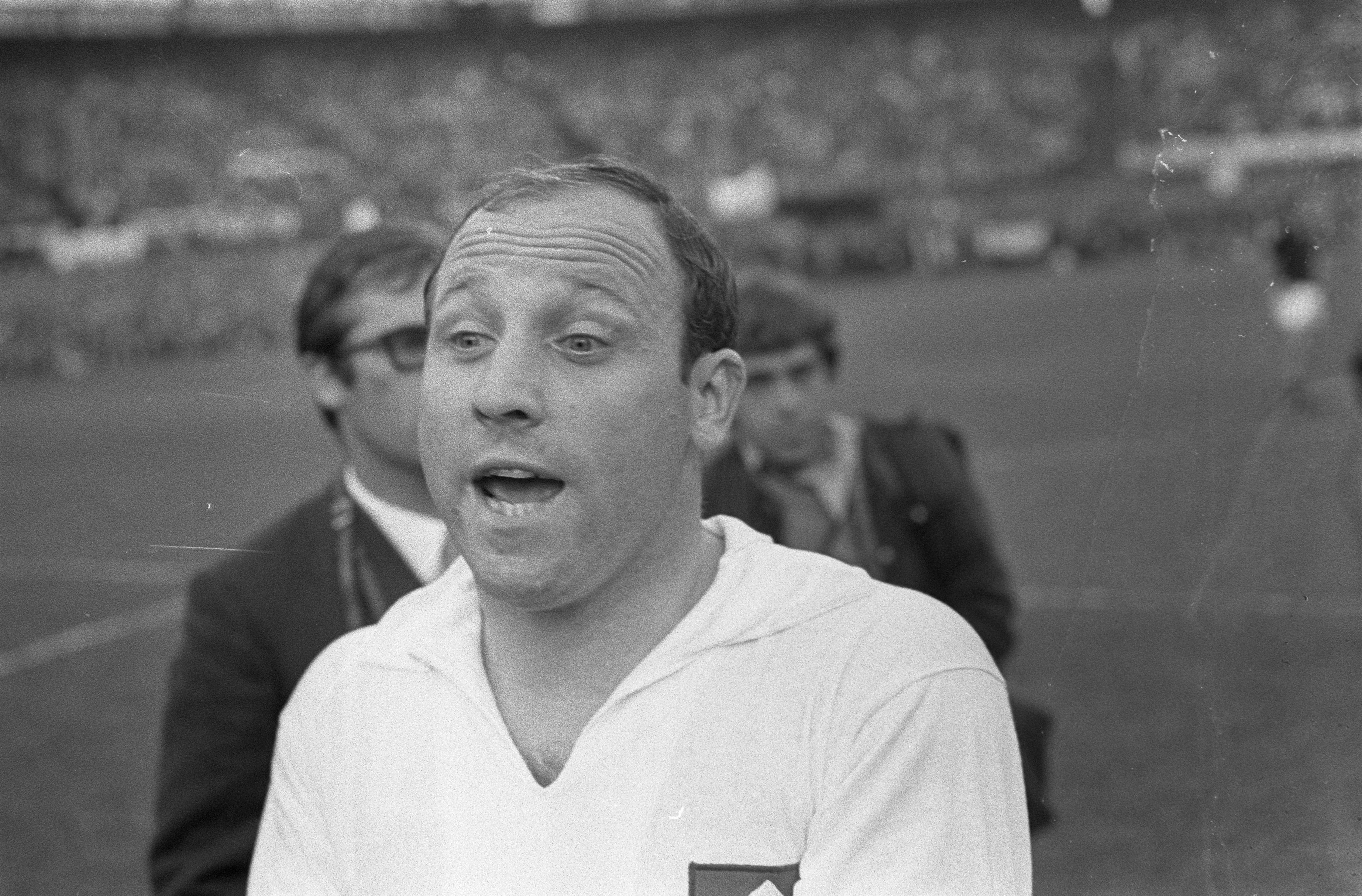
Uwe Seeler, maior ídolo da torcida em 1968.

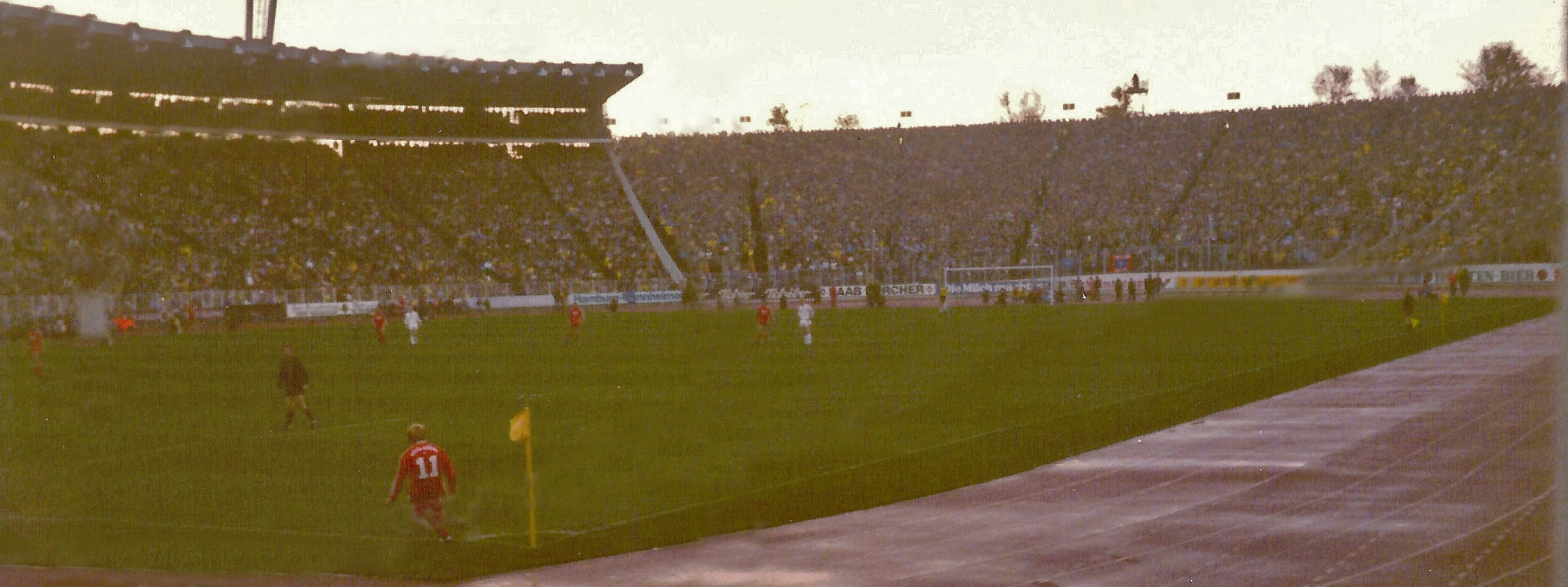
Hamburgo 4–1 Bayern München em 1981.

A DFB (Federação Alemã de Futebol) cria a Liga Alemão profissional de futebol, mais conhecida como Bundesliga, onde o HSV era um dos 16 clubes convidados para começar a primeira temporada. O Hamburgo queria deixar de ser apenas um time regional, e precisava de mais títulos, e precisaria sempre estar entre os melhores da Bundesliga, na 1ª temporada de 1963-64, Uwe Seeler foi o artilheiro da competição, com 30 gols marcados.
Na década de 70 o HSV começou uma brilhante corrida para captar mais honras, ganhou a Copa da Alemanha em 1976, e no seguinte venceu a Recopa Européia. A primeira Bundesliga foi vencida em 1979, em 1980 a equipe foi vice campeã com dois pontos a menos que o Bayern Munique,  porém nas temporadas 1981-82 e 1982-83 voltou a levantar o caneco. Liderados pela estrela nacional Felix Magath. Porém a maior glória do Hamburgo estava por vir, na final da Liga dos Campeões da temporada 1979/80, o clube alemão foi derrotado na partida final pelo Nottingham Forest, por 1 a 0.
Entretanto em 1983 a equipe venceu a Copa dos Clubes Campeões Europeus contra a Juventus por 1 a 0, gol de Felix Magath, seu principal título. Na decisão da Copa Intercontinental de 1983, perdeu para o Grêmio, por 2 a 1. No período entre 16 de janeiro de 1982 e 29 de janeiro de 1983, permaneceu 36 jogos sem perder, um recorde. Em 1986-87 a equipe foi campeã da Copa da Alemanha. Este período foi o mais glorioso da equipe até hoje.
Nos anos 1990, a equipe passa a experimentar um momento de crise, com poucas participações internacionais e, no Campeonato Alemão, atuações sem muito brilho, lutando, em algumas ocasiões, contra o rebaixamento.

### Anos 2000

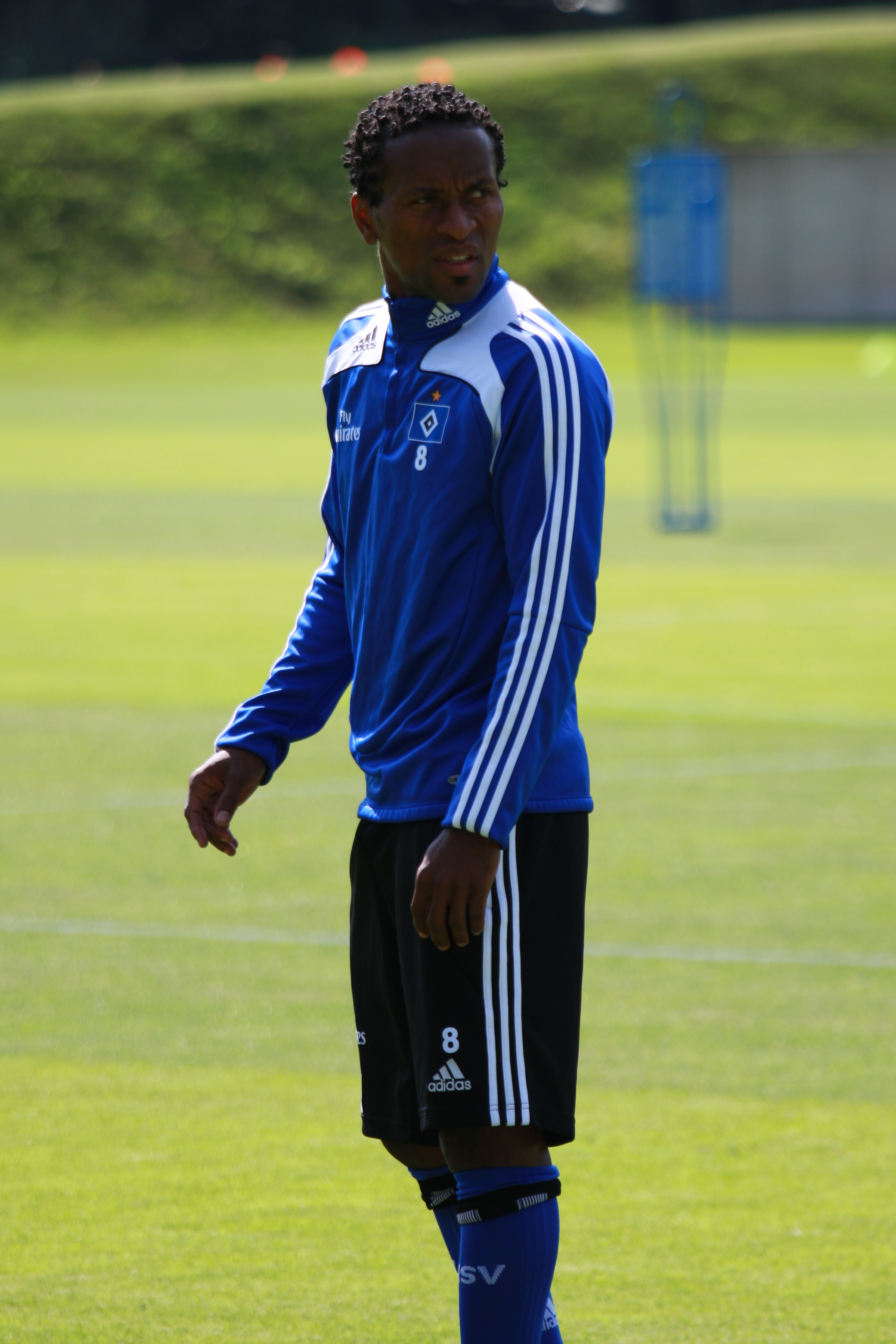
Zé Roberto, a principal contratação para a temporada 2009-10.

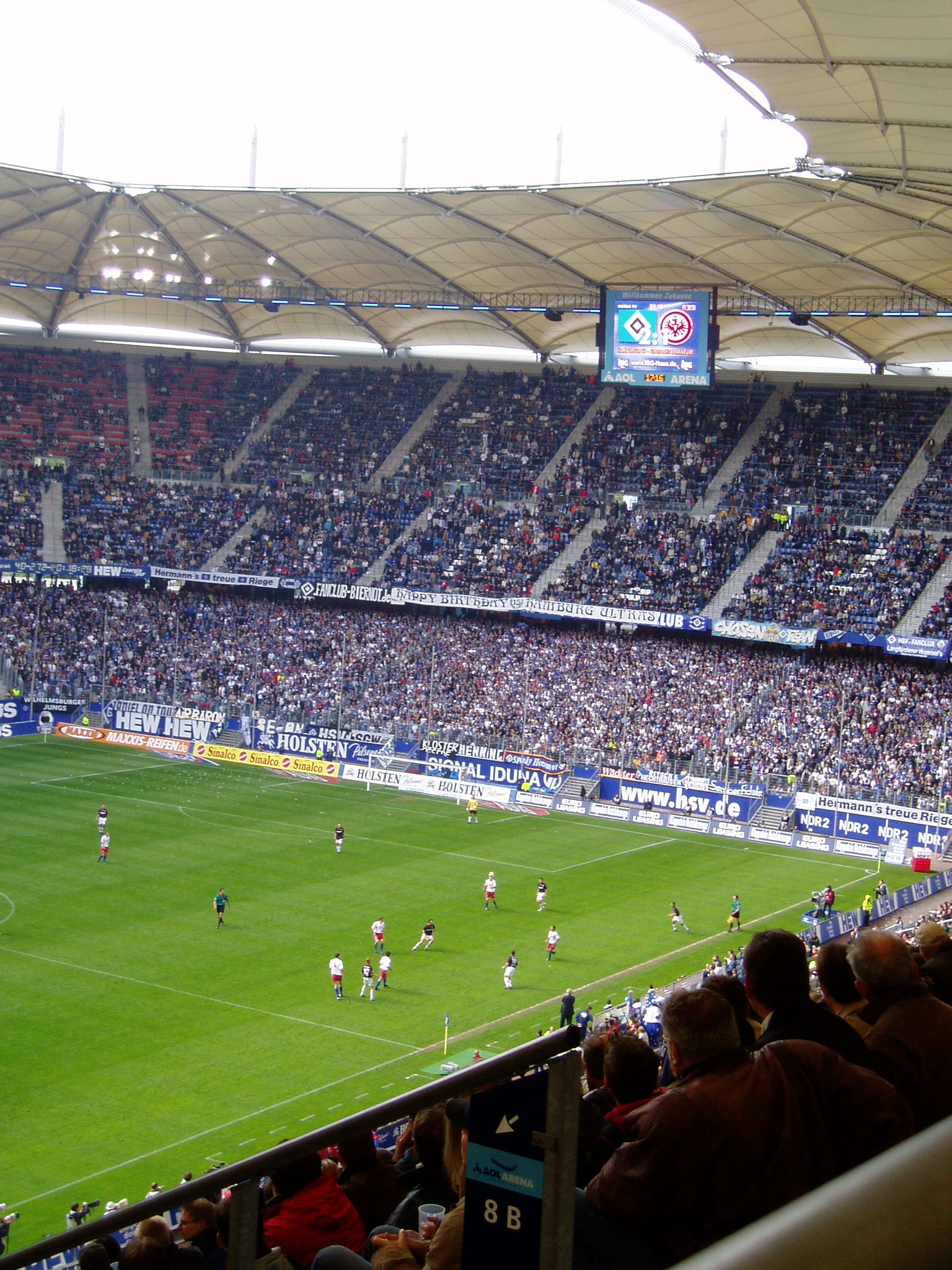
Vista parcial da AOL-Arena.

Em agosto de 2004, o HSV foi perturbado no inicio das eliminatórias da Copa da Alemanha, contra o Paderborn. A partida ficou famosa recentemente na história do futebol quando foi descoberto, que o árbitro Robert Hoyzer, tinha aceitado dinheiro de um grupo de apostadores croatas para arrumar a partida, onde foram marcados dois pênaltis para o Paderborn, além da expulsão do jogador do Hamburgo Emile Mpenza. O resultado do escândalo foi o maior em 30 anos no país, e deixou a Alemanha mais preparada para que este tipo de erro não ocorresse novamente na Copa de 2006.
O HSV disputou a Liga dos Campeões 2000-01 e 2006-07, neste ano depois de eliminar o Osasuna nas eliminatórias a equipe ficou no grupo G, junto com Arsenal, CSKA Moscou e Porto, mas acabou sendo eliminado.
Na temporada de 2005-06 a equipe teve um bom desempenho na Bundesliga, onde brigou pelo título, vencendo 2 vezes o Bayern Munique, porém ficou com a terceira colocação. Nesta temporada as lesões atrapalharam a equipe e os zagueiros titulares Khalid Boulahrouz e Daniel Van Buyten ficaram lesionados, o que prejudicou a equipe.
Em 1º de fevereiro de 2007 o ténico Thomas Doll foi demitido e foi contratado o holandês Huub Stevens. Stevens era um técnico que disciplinava seus jogadores, a equipe começou fazendo grande campanha vencendo o primeiro jogo da temporada contra o Borussia Dortmund, e depois os arqui rivais Werder Bremen e Schalke 04, a equipe estava bem.
Apesar de um bom começo, a equipe foi atingida pela irregularidade, e a equipe não conseguia somar pontos. O HSV começou a rondar a zona de rebaixamento, a equipe jogava melhor do que em casa. Porém a equipe deu a volta por cima e conseguiu se classificar para a Copa Intertorto no final da temporada. Na temporada seguinte em 2007-08 a equipe ficou em 4º na Bundesliga, e se classificou para a Copa UEFA
Em 2008-09 a equipe do HSV começou muito bem a temporada, vencendo equipes como Bayer Leverkusen, Stuttgart, Energie Cottbus, empatando com o Schalke 04 e Bayern Munique, porém depois a equipe começou a perder jogos para Hoffenheim, Hannover 96 e Wolfsburg, ambos tomando 3 gols. Mas a equipe brigava fervorosamente pelo título, venceu o Bayern Munique e o Bayer Leverkusen e se mantinha em primeiro lugar, mas logo depois sofreu duas derrotas seguidas para o VfL Wolfsburg e para o ex-lanterna Borussia Mönchengladbach.
O HSV se mantinha na briga e venceu o Schalke 04 e Hoffenheim dividindo a liderança com o VfL Wolfsburg, porém até que perdeu para o Stuttgart, Borussia Dortmund, Colônia, Werder Bremen e até que a euipe ficou de fora na briga pelo título, na última rodada com uma vitória sobre o Eintracht Frankfurt, o HSV ficou em 5º e vai a nova Liga Europa na temporada 2009-10.
Na temporada 2009-10, a equipe do HSV começou bem, os novos contratados Marcus Berg e Zé Roberto já deixaram suas marcas, a equipe amarga 27 anos sem um títulos da Bundesliga.

### Rebaixamento
Em 12 de maio de 2018, o Hamburgo foi rebaixado pela primeira vez em sua história. Mesmo com a vitória por 2–1 sobre o Borussia Mönchengladbach, o HSV precisava de uma derrota do Wolfsburg para o Köln, o que não aconteceu.

### Volta à elite
No dia 10 de maio de 2025, o Hamburgo goleou a equipe do SSV Ulm 1846 pelo placar de 6 a 1, e com esta vitória, garantiu o acesso à Bundesliga após sete anos, faltando uma rodada para o fim da 2. Bundesliga de 2024-25. 

## Factos históricos

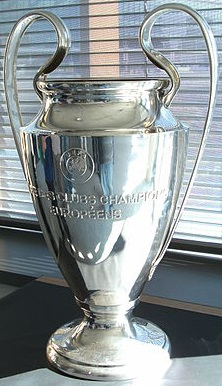
Troféu da Taça dos Clubes Campeões Europeus.

O HSV possui a sexta melhor performance da história do Campeonato Alemão em número de pontos conquistados ao longo da história. É o quinto maior clube em número de títulos da Bundesliga, tendo sido campeão em seis oportunidades. Também foi campeão da Copa dos Clubes Campeões Europeus em 1983.
As cores do clube hanseático são vermelha e branco em honra da cidade de Hamburgo, e azul e preto são herdadas do antigo clube que lhe deu origem, Germania. Alguns dizem que por causa desta fusão com o Germania, o HSV pode ser considerado o mais antigo clube da Alemanha.
A estrela no símbolo da equipe se refere aos 3 títulos da Bundesliga, como os outros 3 títulos eram antes na Bundesliga, a equipe não pode por a segunda estrela que se referiria a 5 títulos da Bundesliga.
O título de 1922 nunca foi oficializado por circunstância de jogo e burocracia da DFB.
Em 30 de março de 2013 o Hamburgo sofreu a maior goleada de sua história, perdendo por 9 a 2 do Bayern na Allianz Arena.
O Hamburgo possuía um relógio colocado no Volksparkstadion em 2001, contando o tempo exato do Hamburgo na Bundesliga, pois o Hamburgo tinha o orgulho de ser o único clube a ter participado de todas as edições da Bundesliga desde a sua fundação sem nunca ter sido despromovido. Porém, com a sua primeira despromoção no dia 12 de maio de 2018, o relógio iniciou uma nova contagem na época 2018/19 passando a contar o tempo exato desde a fundação do clube, mas o Hamburgo não conseguiu ser promovido ficando em 4º lugar na 2. Bundesliga a 1 ponto do 3º lugar Union Berlin, que dava acesso ao play-off de promoção/despromoção, na época 2019/20 o relógio foi removido do Volksparkstadion, no seu lugar ficou as coordenadas da localização do mesmo.

## Rivalidades
O HSV têm como rivalidade na cidade de Hamburgo os confrontos contra o St. Pauli, e a maior do norte da Alemanha contra o Werder Bremen, com o qual faz o Clássico do Norte (Nordderby). As cidades de Hamburgo e Bremen ficam a cerca de 100 km de distância. Os enfrentamentos contra o Bayern München são vistos como confrontos entre o Norte e o Sul da Alemanha, sendo estes clubes, dois dos três clubes alemães campeões da Liga dos Campeões da UEFA.

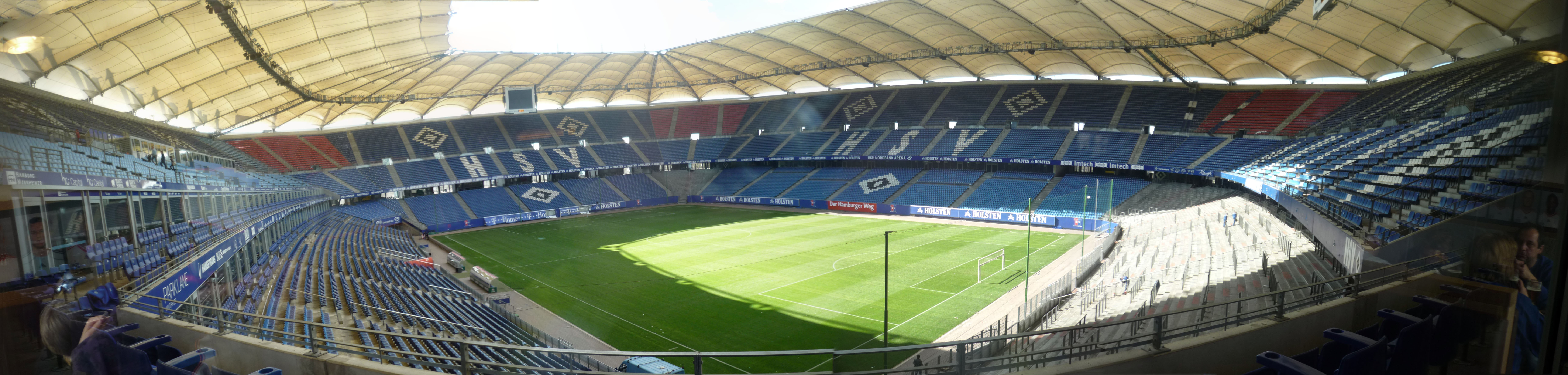
Panorâmica do Volksparkstadion.

## Títulos
Detentor de títulos nacionais e internacionais de relevo o Hamburgo tem como sua principal conquista a Liga dos Campeões da Europa de 1982-83.
| CONTINENTAIS | CONTINENTAIS              | CONTINENTAIS | CONTINENTAIS                                 |
|              | Competição                | Títulos      | Temporadas                                   |
| ------------ | ------------------------- | ------------ | -------------------------------------------- |
|              | Liga dos Campeões da UEFA | 1            | 1982–83                                      |
|              | Recopa Europeia da UEFA   | 1            | 1976–77                                      |
|              | Copa Intertoto da UEFA    | 2            | 2005 e 2007                                  |
| NACIONAIS    |                           |              |                                              |
|              | Competição                | Títulos      | Temporadas                                   |
|              | Campeonato Alemão         | 6            | 1923, 1928, 1960, 1978–79, 1981–82 e 1982–83 |
|              | Copa da Alemanha          | 3            | 1962–63, 1975–76 e 1986–87                   |
|              | Copa da Liga Alemã        | 2            | 1972–73 e 2002–03                            |

### Campanhas de destaque

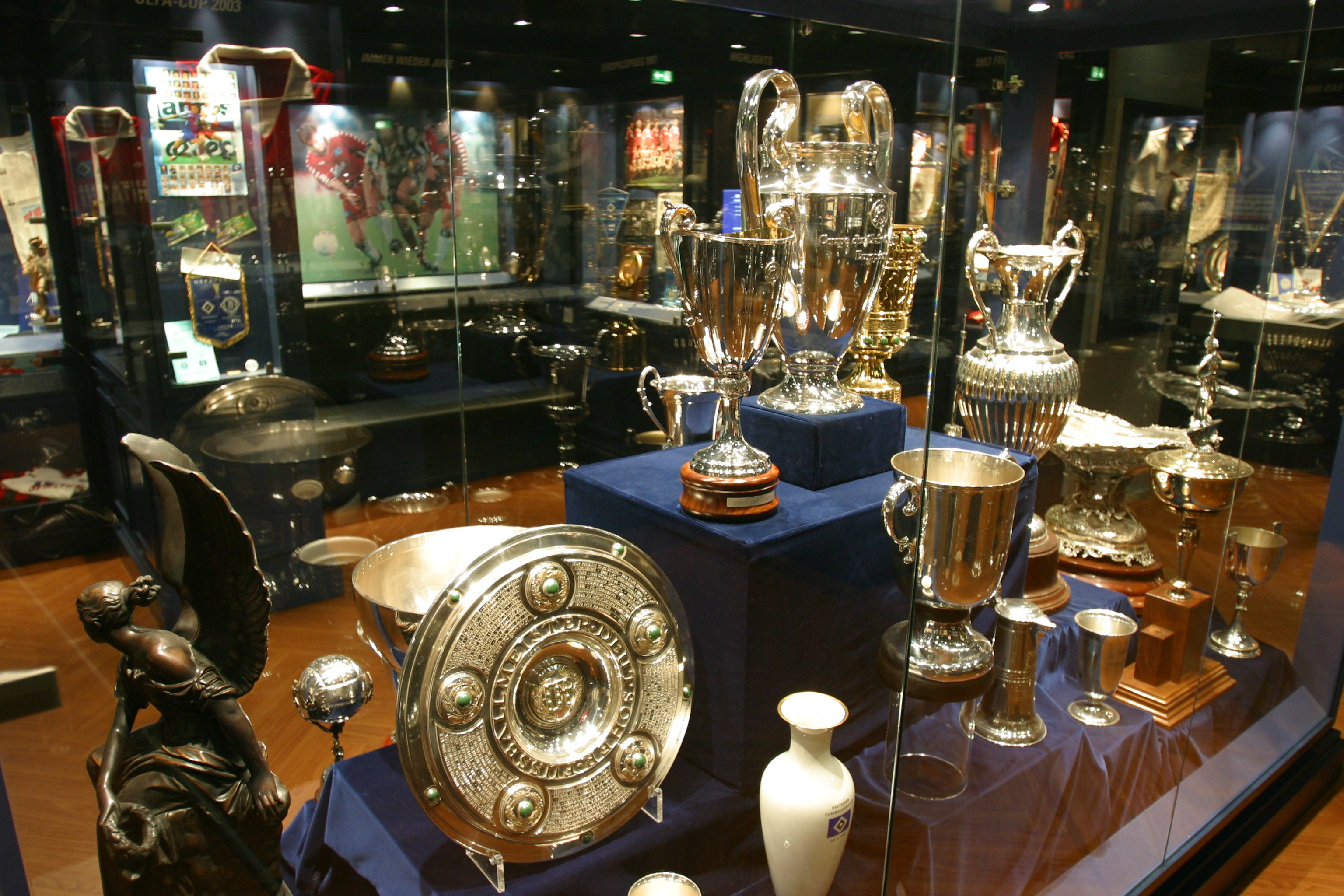
Sala de troféus do clube.

- Vice-campeão mundial (Copa Intercontinental UEFA/CONMEBOL) (1): 1983
- Vice-campeão da Liga dos Campeões da UEFA (1): 1979–80
- Vice-campeão da Liga Europa da UEFA (1): 1981-82

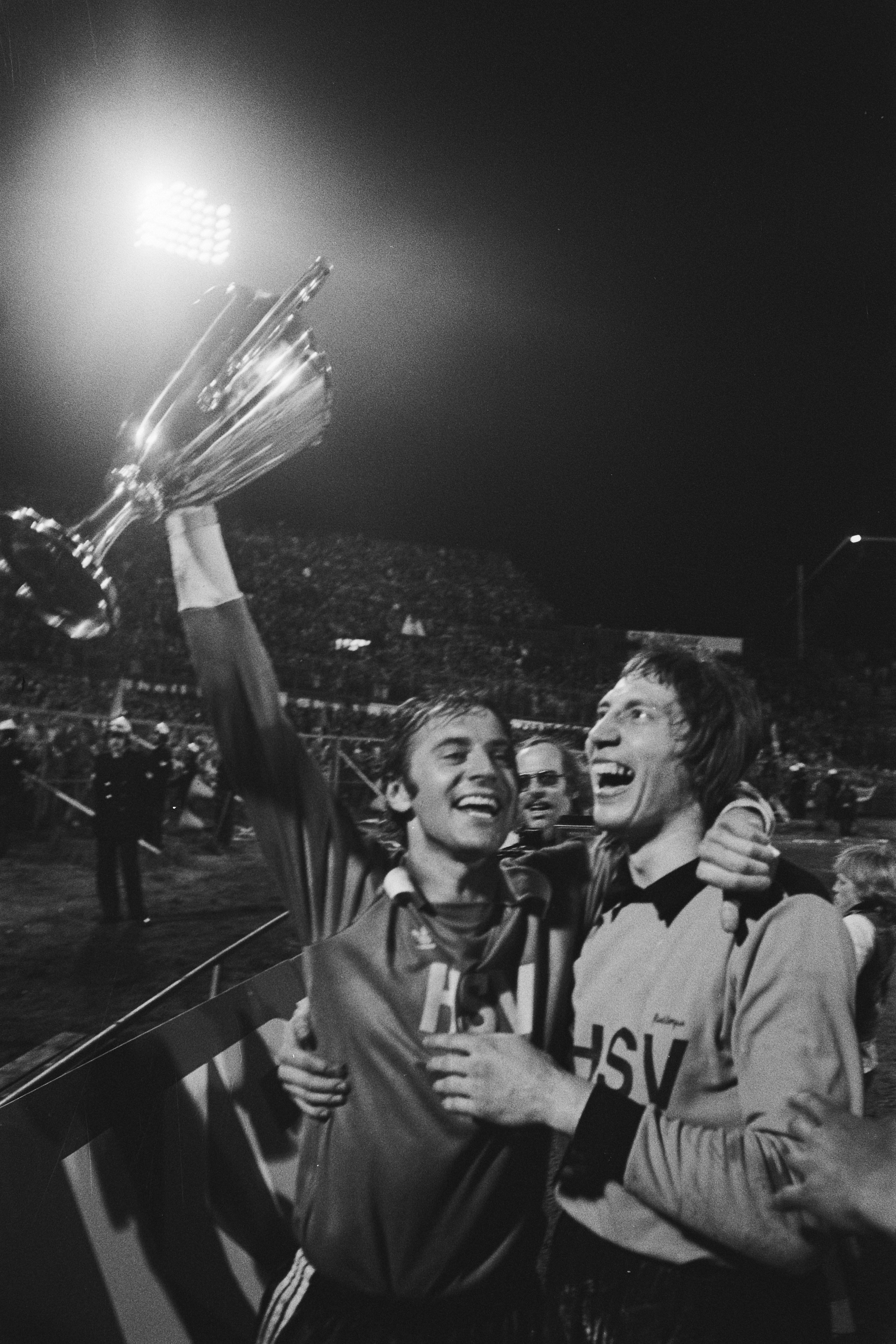
Final da Recopa Europeia 1977.

- Vice-campeão da Supercopa da UEFA (2): 1977 e 1983
- Vice-campeão da Recopa Europeia (1): 1967–68
- Vice-campeão alemão (8):  1923–24, 1956–57, 1957–58, 1975–76, 1979–80, 1980–81, 1983–84, 1986–87
- Vice-campeão da Copa da Alemanha (3): 1955–56, 1966–67, 1973–74Final da Recopa Europeia 1977.
- Vice-campeão da Supercopa da Alemanha (1): 1987

## Cronologia recente
| Época   | Divisão       | Posição            |
| 1999–00 | Bundesliga    | 3ª                 |
| 2000–01 | Bundesliga    | 13ª                |
| 2001–02 | Bundesliga    | 11ª                |
| 2002–03 | Bundesliga    | 4ª                 |
| 2003–04 | Bundesliga    | 8ª                 |
| 2004–05 | Bundesliga    | 8ª                 |
| 2005–06 | Bundesliga    | 3ª                 |
| 2006–07 | Bundesliga    | 7ª                 |
| 2007–08 | Bundesliga    | 4ª                 |
| 2008–09 | Bundesliga    | 5ª                 |
| 2009–10 | Bundesliga    | 7ª                 |
| 2010–11 | Bundesliga    | 8ª                 |
| 2011–12 | Bundesliga    | 15ª                |
| 2012–13 | Bundesliga    | 7ª                 |
| 2013–14 | Bundesliga    | 16ª                |
| 2014–15 | Bundesliga    | 16ª                |
| 2015–16 | Bundesliga    | 10ª                |
| 2016–17 | Bundesliga    | 14ª                |
| 2017–18 | Bundesliga    | 17ª ↓              |
| 2018–19 | 2. Bundesliga | 4ª                 |
| 2019–20 | 2. Bundesliga | 4ª                 |
| 2020–21 | 2. Bundesliga | 4ª                 |
| 2021-22 | 2. Bundesliga | 3ª                 |
| 2022-23 | 2. Bundesliga | 3ª                 |
| 2023-24 | 2. Bundesliga | 4ª                 |
| 2024-25 | 2. Bundesliga | 1ª (até o momento) |

|}

## Jogadores notáveis
| - Armin Eck - Ditmar Jakobs - Felix Magath - Frank Rost - Franz Beckenbauer - Fritz Laband - Gert Dörfel - Hans-Jörg Butt - Harald Spörl - Holger Hieronymus - Horst Bertl - Horst Hrubesch - Jupp Posipal - Jürgen Kurbjuhn - Jurgen Werner - Klaus Stürmer - Lewis Holtby - Manfred Kaltz - Marcell Jansen - Markus Babbel - Peter Hidien | - Peter Nogly - Otto Harder - René Adler - Rudi Kargus - Thomas von Heesen - Uli Stein - Uwe Seeler - Walter Warning - Willi Schulz - Rodolfo Cardoso - Bernardo Daniel Romeo - Daniel van Buyten - Vincent Kompany - Sven Ruklansud - Hasan Salihamidžić - Sergej Barbarez - Douglas Santos - Zé Roberto - Petar Hubchev - Yordan Letchkov | - Marcelo Díaz - Son Heung-Min - Ivan Buljan - Ivica Olić - Mladen Petrić - Ole Bjørnmose - Thomas Gravesen - Kevin Keegan - Joris Mathijsen - Nigel de Jong - Rafael van der Vaart - Mehdi Mahdavikia - Gotoku Sakai - Asbjørn Halvorsen - Paolo Guerrero - Jan Furtok - David Jarolím - Tomáš Ujfaluši - Johan Djourou - Raphaël Wicky - Arkoç Özcan |

## Recordistas de jogos
| #  | País            | Nome              | Período             | Jogos |
| -- | --------------- | ----------------- | ------------------- | ----- |
| 1  | Alemanha        | Uwe Seeler        | 1953–1972           | 810   |
| 2  | Alemanha        | Manfred Kaltz     | 1971-1989 1990-1991 | 676   |
| 3  | Alemanha        | Thomas von Heesen | 1980-1994           | 411   |
| 4  | Alemanha        | Ditmar Jakobs     | 1979-1989           | 378   |
| 5  | Alemanha        | Peter Nogly       | 1969–1980           | 367   |
| 6  | Alemanha        | Felix Magath      | 1976–1986           | 366   |
| 7  | República Checa | David Jarolím     | 2003-2012           | 345   |
| 8  | Alemanha        | Gert Dörfel       | 1960–1972           | 309   |
| 9  | Alemanha        | Rudolf Kargus     | 1971–1980           | 303   |
| 10 | Alemanha        | Richard Golz      | 1987-1998           | 295   |

## Maiores artilheiros
| Pos. | Nome                 | Período             | Golos                            |
| ---- | -------------------- | ------------------- | -------------------------------- |
| 1    | Uwe Seeler           | 1953–1972           | 766 (521 gols em jogos oficiais) |
| 2    | Horst Hrubesch       | 1978–1983           | 137                              |
| 3    | Thomas von Heesen    | 1980-1994           | 126                              |
| 4    | Klaus Stürmer        | 1953–1961           | 117                              |
| 5    | Gert Dörfel          | 1960–1972           | 109                              |
| 6    | Manfred Kaltz        | 1971-1989 1990-1991 | 107                              |
| 7    | Sergej Barbarez      | 2000–2006           | 105                              |
| 8    | Rafael van der Vaart | 2005-2008 2012-2015 | 103                              |
| 9    | Jimmy Hartwig        | 1978-1984           | 97                               |
| 10   | Jan Furtok           | 1988–1993           | 96                               |

## Elenco atual
Atualizado em 7 de julho de 2025.
- : Capitão
- : Lesão